# Pierre de Bourbon Busset
Pour les autres membres de la famille, voir Maison de Bourbon Busset.
Pierre, bâtard de Bourbon, baron de Busset, dit le grand bâtard de Liège (1464, Pays-Bas - 1530), est un noble français.

## Biographie
Il est le fils naturel aîné du prince-évêque de Liège Louis de Bourbon et probablement de Catherine van Egmond.
Il est conseiller et chambellan du roi Louis XII de France
Il épouse, le 10 janvier 1498, Marguerite de Tourzel d'Alègre, dame de Busset, fille de Bertrand de Tourzel d'Alègre, baron de Busset, et d'Isabelle de Lévis. La sœur de Marguerite, Catherine de Tourzel, épousa Charles de Bourbon, prince de Carency, et sera la grand-mère de Jean d'Escars, prince de Carency.
Il est le grand père de Claude de Bourbon Busset.
Héritier de la terre de Busset par son épouse, il fonde ainsi la maison de Bourbon Busset, dont sont issus les Bourbon-Châlus.

## Descendance
Marié le 10 janvier 1498 avec Marguerite de Tourzel d'Alègre, dame de Busset, il est le père de trois enfants:
- Philippe de Bourbon Busset (1499-1557), baron de Busset, marié le 3 février 1530 avec Louise Borgia, dame de Châlus;
- Isabeau de Bourbon Busset (1510-1590), mariée le 13 juillet 1531 avec Jean de La Queuille, baron de Florat, puis remariée le 30 janvier 1544 avec Pierre de Chavigny, baron de Blot;
- Suzanne de Bourbon Busset (1515- après 1570), mariée en 1535 avec Jean d'Albret, baron de Miossens.

## Sources
- Jean Baptiste Pierre Jullien de Courcelles, Dictionnaire historique et biographique des généraux français, depuis le onzième siècle jusqu'en 1820, Volume 9, 1823
- Joseph Michaud, Louis Gabriel Michaud, Biographie universelle, ancienne et moderne, 1854